# 福塔莱萨-迪米纳斯
福塔莱萨－迪米纳斯是巴西米纳斯吉拉斯州的一个市镇。总面积218.854平方公里，总人口3837人，人口密度17.5人/平方公里。